# Chondriet

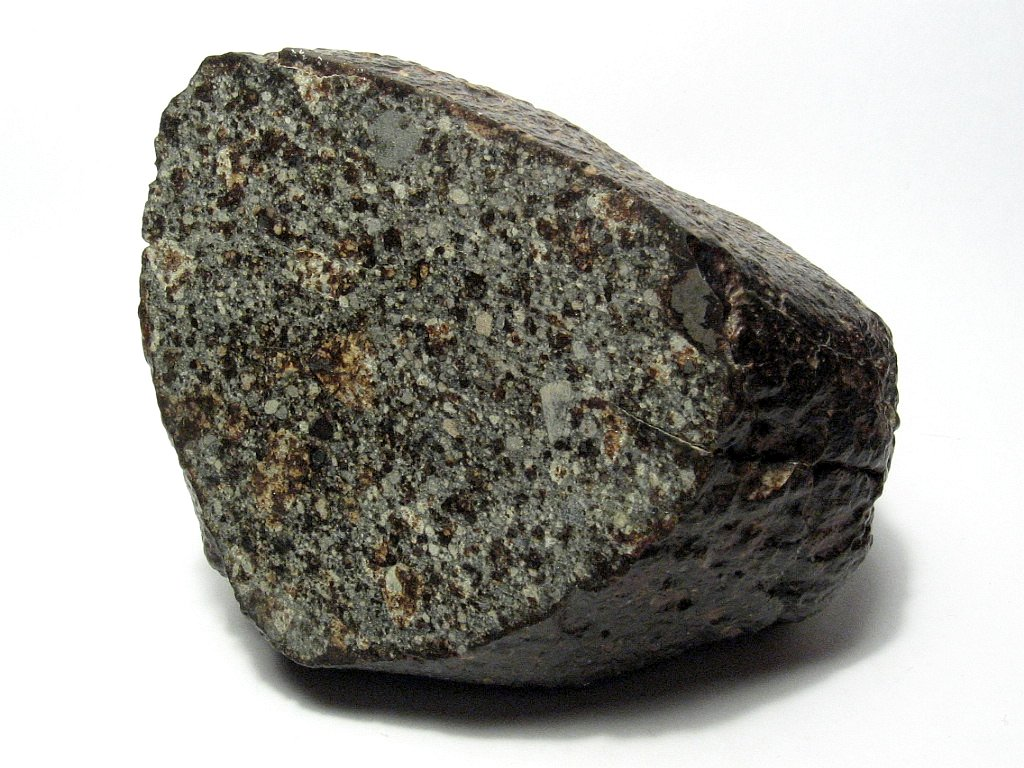
stukje van chondriet "NWA 869", waarin chondrulen en metallische componenten te zien zijn

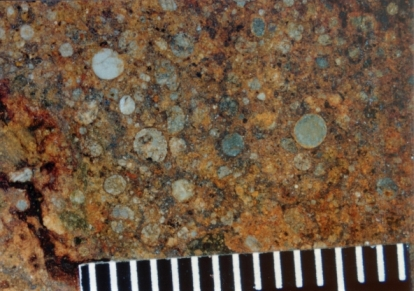
de interne structuur met chondrulen is te zien in een doorgezaagde chondriet - tussen de streepjes op de liniaal zit 1 mm

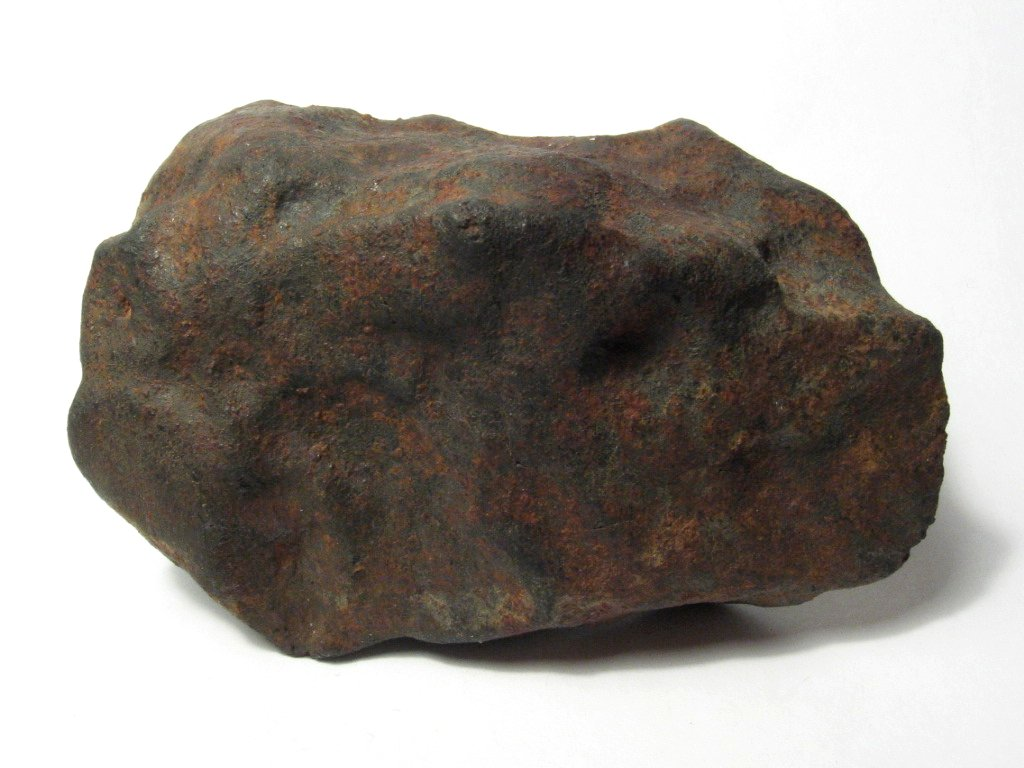
chondriet uit de meteorietregen van 1960 bij Gao-Guenie in Burkina Faso

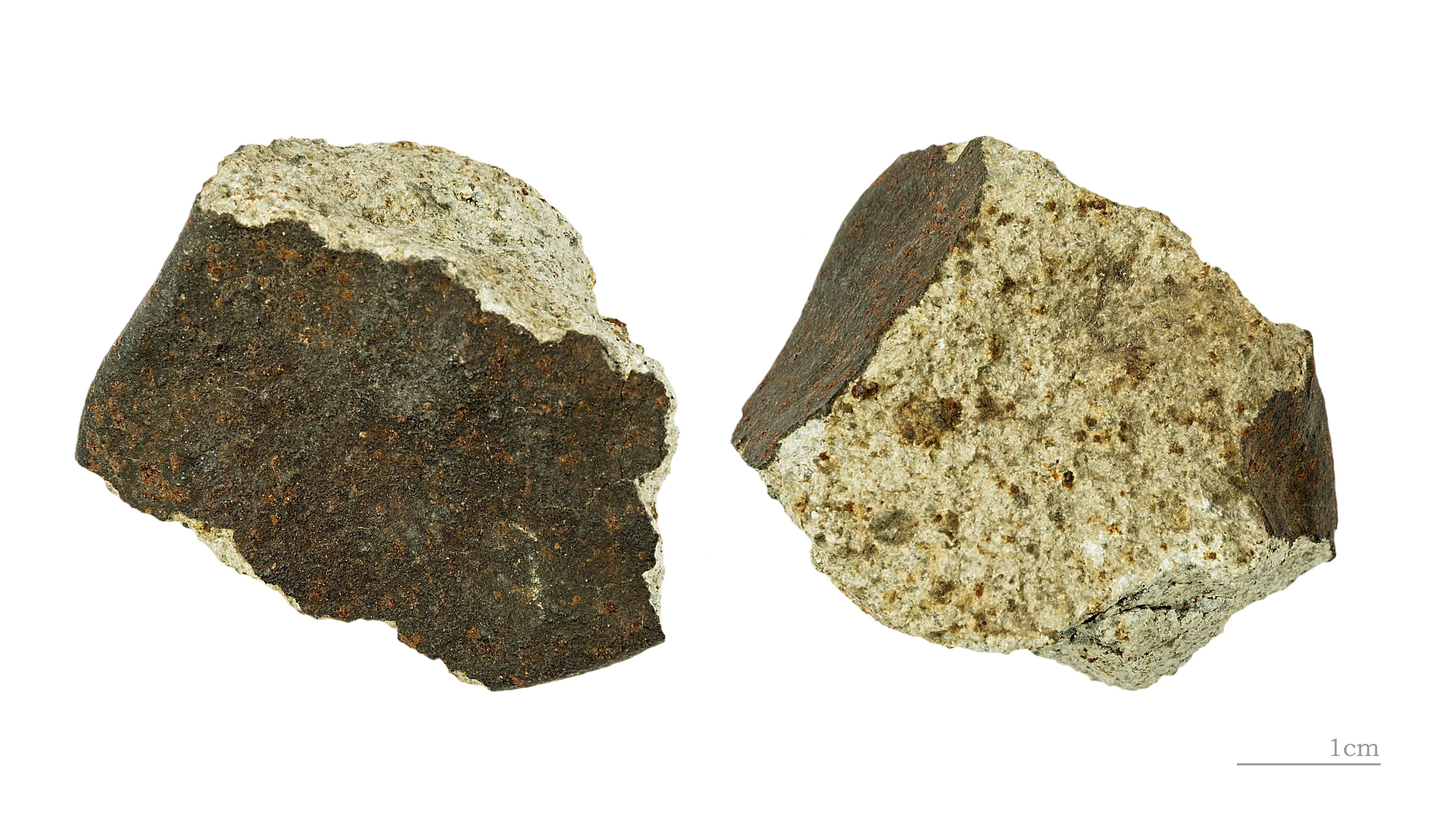
Phnom Penh Chondriet L6 - 1868

Een chondriet is een "stenig" (silicaat-rijk) type meteoriet dat geen sporen van smelten of differentiatie bevat. Chondrieten vormen ongeveer 86% van alle meteorieten die op Aarde gevonden worden. Ze zijn gevormd in de beginperiode van het Zonnestelsel, toen uit het stof van de zonnenevel door accretie grotere brokstukken ontstonden.
De eerste die chondrieten bestudeerde was de Franse scheikundige Antoine Lavoisier in 1772. Bepaalde typen chondrieten worden in de geochemie gebruikt als model voor de totale chemische samenstelling van de Aarde (zogenaamde chondritische samenstelling).

## Structuur en opbouw
Chondrieten zijn meestal opgebouwd uit samengekitte chondrulen, kleine (meestal niet groter dan een aantal millimeter) ronde klasten die ooit als gesmolten of partieel gesmolten bolletjes materie vrij door de ruimte bewogen. De meeste chondrulen bestaan uit de mineralen olivijn en pyroxeen, vaak bevatten ze ook plagioklaas, troiliet, kamaciet en taeniet. In de mineralen komen verschillende soorten vuurvaste inclusies voor, zoals calcium-aluminium-inclusies. Deze inclusies zijn wetenschappelijk interessant omdat ze de chemische samenstelling van de zonnenevel hebben.
Chondrieten kunnen naast chondrulen ook bestaan uit vast nikkelijzer en geïsoleerde kristallen van silicaatmineralen of sulfiden. Sommige chondrieten zijn opgebouwd uit aan elkaar gekit fijnkorrelig (<1 μm) stof, dat zowel de matrix kan vormen als banden om chondrulen of inclusies heen. In het stof kunnen zich zogenaamde presolare kristallen bevinden, kleine kristallen die ouder zijn dan de vorming van het Zonnestelsel.

## Vondsten op Aarde
De meeste meteorieten die op Aarde worden gevonden zijn chondrieten: er zijn op het moment meer dan 27.000 vondsten gedocumenteerd. De grootste individuele chondriet ooit gevonden woog 1770 kg en maakte deel uit van de Jilin-meteorietenregen van 1976. Chondrieten worden zowel als individuele stenen gevonden als in regens van duizenden. Na een meteorietenregen bij Holbrook (Arizona, Verenigde Staten) in 1912 werden zo’n 14.000 stenen gevonden.

## Classificatie

« Saint Sauveur » Enstatiet-chondrieten EH5

Chondrieten worden in 3 hoofdgroepen en 15 subgroepen ingedeeld op basis van chemische en mineralogische samenstelling en zuurstofisotopen. Elke groep bevat stenen met een karakteristieke samenstelling, textuur en structuur. Deze groepen zijn waarschijnlijk oorspronkelijk afkomstig uit verschillende groepen planetoïden of zelf uit één enkel object.
De drie hoofdgroepen zijn:
- Ongeveer 90% van alle chondrieten valt onder de "gewone chondrieten" (O-chondrieten; de O komt van het Engelse ordinary). Dit zijn chondrieten met veel chondrulen en relatief weinig matrix.
- Koolstof-chondrieten (C-chondrieten) zijn een kleine groep (<5% van alle chondrieten) die zich chemisch onderscheidt door hoge concentraties vuurvaste lithofiele elementen.
- Enstatiet-chondrieten (E-chondrieten) vormen slechts 2% van alle chondrieten. Ze bevatten mineralen die alleen in zeer reducieve chemische milieus voorkomen, en zijn meestal opgebouwd uit enstatietrijke chondrulen.

Een aantal typen valt niet onder een van de drie hoofdgroepen in te delen, maar deze zijn zeer zeldzaam.

## Herkomst en ontstaan
Chondrieten zijn zoals alle meteorieten overblijfselen van brokken ruimtepuin of kleine planetoïden die bij hun tocht door de Aardse dampkring uit elkaar gevallen en gedeeltelijk verdampt zijn. Deze brokstukken zijn nooit zo groot geworden dat er smelten of differentiatie door de eigen zwaartekracht plaats kon vinden. Daarom zijn ze sinds de vorming van het Zonnestelsel (rond 4,55 miljard jaar geleden) niet meer veranderd.
Hoewel chondrieten nooit gesmolten zijn geweest hebben ze vaak wel aan temperaturen hoog genoeg voor metamorfe reacties blootgestaan. De bron van de hitte is waarschijnlijk het verval van radio-isotopen met extreem korte halveringstijden tijdens en na de vorming van het Zonnestelsel. Voorbeelden van zulke isotopen zijn 26Al en 60Fe. Een andere mogelijke hittebron is de energie die vrijkwam bij onderlinge botsingen.
Veel chondrieten bevatten ook sporen van water, omdat in de zonnenevel behalve silicaatstofjes ook ijs aanwezig was. Dit water heeft met de silicaatmineralen gereageerd (in feite verwering) waardoor gehydrateerde mineralen zoals kleimineralen in chondrieten voorkomen.
In veel chondrieten zijn sporen van de talloze onderlinge botsingen met en inslagen van andere stukken ruimtepuin terug te vinden. Dit kan zijn in de vorm van brecciatie, vorming van aders, gelokaliseerd opsmelten en de (lokale) vorming van hoge-druk-mineralen. Er zijn daarom maar weinig chondrieten die de originele door accretie gevormde opbouw van stof, chondrulen en inclusies hebben.

## Chondritische samenstelling

Relatieve hoeveelheden aardalkalimetalen (calcium en magnesium) in verschillende chondrietgroepen, uitgedrukt in hun verhoudingen met silicium. Koolstof-chondrieten (groen) zijn relatief rijk in deze refractaire metalen, terwijl enstatiet-chondrieten (rood) relatief arm zijn.

Chondrieten hebben een zogenaamde "primitieve samenstelling", dat wil zeggen dat ze na de vorming van het Zonnestelsel niet of nauwelijks van chemische samenstelling zijn veranderd. Bepaalde koolstof-chondrieten hebben vergelijkbare samenstellingen (behalve in vluchtige bestanddelen zoals edelgassen) als met behulp van spectroscopie in de fotosfeer van de Zon worden gemeten. Aangenomen wordt dat dit de gemiddelde chemische samenstelling van het Zonnestelsel is. Het vergelijken van de chemie van een vast object met die van een gasvormig object (de Zon) wordt gedaan door de relatieve concentratie ten opzichte van een gesteentevormend element (silicium) te meten (de relatieve concentratie van magnesium wordt bijvoorbeeld uitgedrukt in een Mg/Si-ratio).
Andere typen chondrieten wijken in chemische samenstelling iets af van het gemiddelde van het Zonnestelsel (ze zijn gefractioneerd). De theorie is dat tijdens de vorming van het Zonnestelsel de metaalrijke deeltjes eerder accretiseerden dan de silicaatrijke deeltjes. Als gevolg daarvan bevatten chondrieten afkomstig van planetoïden die later gevormd zijn duidelijk minder metalen en siderofiele elementen.
Op een vergelijkbare wijze is er een scheiding tussen chondrieten waarin vuurvaste elementen als Ca en Al veel voorkomen en die waarin Mg en Si veel voorkomen. Het achterliggende fractionatieproces is echter in dit geval nog niet duidelijk. Veel koolstof-chondrieten zijn verrijkt in vuurvaste elementen, terwijl O- en enstatiet-chondrieten juist verarmd zijn hierin.